# José Aldo
Jose Aldo da Silva Oliveira, Jr. (născut pe 9 septembrie din 1986) este un fost luptător brazilian de arte marțiale mixte, care a luptat în categoria pană în Ultimate Fighting Championship. Aldo a fost primul campion la greutatea pană din UFC, precum și al patrulea și ultimul campion pană din WEC. Aldo este cel mai bun luptator la categoria pană în lume pentru Sherdog, și a fost, de asemenea, numit Luptătorul Anului 2009.

## Viața personală
Aldo are o cicatrice pe partea stângă a feței lui, care i-a făcuto surorile lui atunci când i-au pus un grătar, în timp ce mama lui a fost distrasă in acel moment, Aldo a fost cunoscut sub numele de "Scarface".
Aldo este căsătorit. Soția lui are o centură mov în jiu-jitsu și a luptat de două ori ca profesional în Muay Thai. În Brazilia, este cunoscut pentru talentul său și susținător al asociației de fotbal Clube de Regatas do Flamengo.A fost creat si un film in memoria tatalui sau.

## Campionate și realizări
- Ultimate Fighting Championship
  - Campion la Greutatea Pană UFC (o dată, primul)
  - Lupta Noptii (de Trei ori)

- World Extreme Cagefighting
  - Campion la Greutate Pana din WEC (o dată, ultima)
  - KO Noptii (de Trei ori)
  - Cele mai multe victorii consecutive din istoria WEC (8)
  - Neînvins în WEC (8-0)

- FIGHT! Magazine
  - Luptător din Anul (2009)

- Sherdog
  - Luptător din Anul (2009)[5]

## Rezultate în arte marțiale mixte
| Rezultate profesioniste |             |               |
| 42 meciuri              | 32 victorii | 10 înfrângeri |
| Prin knockout           | 17          | 4             |
| Prin predare            | 1           | 1             |
| La puncte               | 14          | 5             |

| Rezultat   | La general | Adversar                  | Metodă                          | Eveniment                                  | Data                | Runda | Timp | Locația                         | Note                                                                                                |
| ---------- | ---------- | ------------------------- | ------------------------------- | ------------------------------------------ | ------------------- | ----- | ---- | ------------------------------- | --------------------------------------------------------------------------------------------------- |
| Înfrângere | 32–10      | Aiemann Zahabi            | Decizie (unanimă)               | UFC 315                                    | 10 mai 2025         | 3     | 5:00 | Montreal, Quebec, Canada        | Lupta a avut loc în categoria pană. După luptă, Aldo și-a anunțat oficial retragerea din MMA.       |
| Înfrângere | 32–9       | Mario Bautista            | Decizie (split)                 | UFC 307                                    | 5 octombrie 2024    | 3     | 5:00 | Salt Lake City, Utah, SUA       | |
| Victorie   | 32–8       | Jonathan Martinez         | Decizie (unanimă)               | UFC 301                                    | 4 mai 2024          | 3     | 5:00 | Rio de Janeiro, Brazilia        | |
| Înfrângere | 31-8       | Merab Dvalishvili         | Decizie (unanimă)               | UFC 278                                    | 20 august 2022      | 3     | 5:00 | Salt Lake City, Utah, SUA       | |
| Victorie   | 31-7       | Rob Font                  | Decizie (unanimă)               | UFC on ESPN: Font vs. Aldo                 | 4 decembrie 2021    | 5     | 5:00 | Las Vegas, Nevada, SUA          | |
| Victorie   | 30–7       | Pedro Munhoz              | Decizie (unanimă)               | UFC 265                                    | august 7, 2021      | 3     | 5:00 | Houston, Texas, SUA             | |
| Victorie   | 29–7       | Marlon Vera               | Decizie (unanimă)               | UFC Fight Night: Thompson vs. Neal         | decembrie 19, 2020  | 3     | 5:00 | Las Vegas, Nevada, SUA          | |
| Înfrângere | 28–7       | Petr Yan                  | TKO (punches)                   | UFC 251                                    | 12 iulie 2020       | 5     | 3:24 | Abu Dhabi, United Arab Emirates | Pentru centura vacantă UFC Bantamweight Championship.                                               |
| Înfrângere | 28–6       | Marlon Moraes             | Decizie (split)                 | UFC 245                                    | 14 decembrie 2019   | 3     | 5:00 | Las Vegas, Nevada, SUA          | Bantamweight debut.                                                                                 |
| Înfrângere | 28–5       | Alexander Volkanovski     | Decizie (unanimă)               | UFC 237                                    | 11 mai 2019         | 3     | 5:00 | Rio de Janeiro, Brazilia        | |
| Victorie   | 28–4       | Renato Moicano            | TKO (knee and punches)          | UFC Fight Night: Assunção vs. Moraes 2     | 2 februarie 2019    | 2     | 0:44 | Fortaleza, Brazilia             | Performance of the Night.                                                                           |
| Victorie   | 27–4       | Jeremy Stephens           | TKO (punches)                   | UFC on Fox: Alvarez vs. Poirier 2          | 28 iulie 2018       | 1     | 4:19 | Calgary, Alberta, Canada        | Performance of the Night.                                                                           |
| Înfrângere | 26–4       | Max Holloway              | TKO (punches)                   | UFC 218                                    | 2 decembrie 2017    | 3     | 4:51 | Detroit, Michigan, SUA          | Pentru UFC Featherweight Championship.                                                              |
| Înfrângere | 26–3       | Max Holloway              | TKO (punches)                   | UFC 212                                    | 3 iunie 2017        | 3     | 4:13 | Rio de Janeiro, Brazilia        | Pierde UFC Featherweight Championship. Fight of the Night.                                          |
| Victorie   | 26–2       | Frankie Edgar             | Decizie (unanimă)               | UFC 200                                    | iulie 9, 2016       | 5     | 5:00 | Las Vegas, Nevada, SUA          | Câștigă titlul interimar UFC Featherweight Championship. Mai târziu promovat ca campion nedisputat. |
| Înfrângere | 25–2       | Conor McGregor            | KO (punch)                      | UFC 194                                    | decembrie 12, 2015  | 1     | 0:13 | Las Vegas, Nevada, SUA          | Pierde UFC Featherweight Championship.                                                              |
| Victorie   | 25–1       | Chad Mendes               | Decizie (unanimă)               | UFC 179                                    | octombrie 25, 2014  | 5     | 5:00 | Rio de Janeiro, Brazilia        | Apără UFC Featherweight Championship. Fight of the Night.                                           |
| Victorie   | 24–1       | Ricardo Lamas             | Decizie (unanimă)               | UFC 169                                    | februarie 1, 2014   | 5     | 5:00 | Newark, New Jersey, SUA         | Apără UFC Featherweight Championship.                                                               |
| Victorie   | 23–1       | Chan Sung Jung            | TKO (punches)                   | UFC 163                                    | august 3, 2013      | 4     | 2:00 | Rio de Janeiro, Brazilia        | Apără UFC Featherweight Championship.                                                               |
| Victorie   | 22–1       | Frankie Edgar             | Decizie (unanimă)               | UFC 156                                    | februarie 2, 2013   | 5     | 5:00 | Las Vegas, Nevada, SUA          | Apără UFC Featherweight Championship. Fight of the Night.                                           |
| Victorie   | 21–1       | Chad Mendes               | KO (knee)                       | UFC 142                                    | ianuarie 14, 2012   | 1     | 4:59 | Rio de Janeiro, Brazilia        | Apără UFC Featherweight Championship.                                                               |
| Victorie   | 20–1       | Kenny Florian             | Decizie (unanimă)               | UFC 136                                    | octombrie 8, 2011   | 5     | 5:00 | Houston, Texas, SUA             | Apără UFC Featherweight Championship.                                                               |
| Victorie   | 19–1       | Mark Hominick             | Decizie (unanimă)               | UFC 129                                    | aprilie 30, 2011    | 5     | 5:00 | Toronto, Ontario, Canada        | Apără UFC Featherweight Championship. Fight of the Night.                                           |
| Victorie   | 18–1       | Manvel Gamburyan          | KO (punches)                    | WEC 51                                     | septembrie 30, 2010 | 2     | 1:32 | Broomfield, Colorado, SUA       | Apără WEC Featherweight Championship. Mai târziu promovat ca UFC Featherweight Champion.            |
| Victorie   | 17–1       | Urijah Faber              | Decizie (unanimă)               | WEC 48                                     | aprilie 24, 2010    | 5     | 5:00 | Sacramento, California, SUA     | Apără WEC Featherweight Championship.                                                               |
| Victorie   | 16–1       | Mike Brown                | TKO (punches)                   | WEC 44                                     | noiembrie 18, 2009  | 2     | 1:20 | Las Vegas, Nevada, SUA          | Câștigă WEC Featherweight Championship. Knockout of the Night.                                      |
| Victorie   | 15–1       | Cub Swanson               | KO (running knee and punches)   | WEC 41                                     | iunie 7, 2009       | 1     | 0:08 | Sacramento, California, SUA     | WEC Featherweight title eliminator. Knockout of the Night.                                          |
| Victorie   | 14–1       | Chris Mickle              | TKO (punches)                   | WEC 39                                     | martie 1, 2009      | 1     | 1:39 | Corpus Christi, Texas, SUA      | |
| Victorie   | 13–1       | Rolando Perez             | KO (knee and punches)           | WEC 38                                     | ianuarie 25, 2009   | 1     | 4:15 | San Diego, California, SUA      | Knockout of the Night.                                                                              |
| Victorie   | 12–1       | Jonathan Brookins         | TKO (punches)                   | WEC 36                                     | noiembrie 5, 2008   | 3     | 0:45 | Hollywood, Florida, SUA         | |
| Victorie   | 11–1       | Alexandre Franca Nogueira | TKO (punches)                   | WEC 34                                     | iunie 1, 2008       | 2     | 3:22 | Sacramento, California, SUA     | |
| Victorie   | 10–1       | Shoji Maruyama            | Decizie (unanimă)               | Pancrase: 2007 Neo-Blood Tournament Finals | iulie 27, 2007      | 3     | 5:00 | Tokyo, Japonia                  | |
| Victorie   | 9–1        | Fábio Mello               | Decizie (unanimă)               | Top Fighting Championships 3               | mai 2, 2007         | 3     | 5:00 | Rio de Janeiro, Brazilia        | |
| Victorie   | 8–1        | Thiago Meller             | Decizie (majoritară)            | Gold Fighters Championship 1               | mai 20, 2006        | 3     | 5:00 | Rio de Janeiro, Brazilia        | |
| Înfrângere | 7–1        | Luciano Azevedo           | Submission (rear-naked choke)   | Jungle Fight 5                             | noiembrie 26, 2005  | 2     | 3:37 | Manaus, Brazil                  | Lightweight bout.                                                                                   |
| Victorie   | 7–0        | Micky Young               | TKO (punches)                   | FX3: Battle of Britain                     | octombrie 15, 2005  | 1     | 1:05 | Reading, Anglia                 | |
| Victorie   | 6–0        | Phil Harris               | TKO (doctor stoppage)           | UK-1: Fight Night                          | septembrie 17, 2005 | 1     | N/A  | Portsmouth, Anglia              | |
| Victorie   | 5–0        | Anderson Silverio         | Submission (soccer kicks)       | Meca World Vale Tudo 12                    | iulie 9, 2005       | 1     | 8:33 | Rio de Janeiro, Brazilia        | |
| Victorie   | 4–0        | Aritano Silva Barbosa     | KO (soccer kicks)               | Rio MMA Challenge 1                        | 12 mai 2005         | 1     | 0:20 | Rio de Janeiro, Brazilia        | |
| Victorie   | 3–0        | Luiz de Paula             | Submission (arm-triangle choke) | Shooto Brazil 7                            | martie 19, 2005     | 1     | 1:54 | Rio de Janeiro, Brazilia        | |
| Victorie   | 2–0        | Hudson Rocha              | TKO (doctor stoppage)           | Shooto Brazil                              | octombrie 23, 2004  | 1     | 5:00 | São Paulo, Brazilia             | |
| Victorie   | 1–0        | Mario Bigola              | KO (head kick)                  | EcoFight 1                                 | august 10, 2004     | 1     | 0:18 | Macapá, Brazilia                | |